# Múlaþing
Múlaþing és un municipi d'Islàndia, a la regió d'Austurland. Té una extensió de 10.669 km², el que el converteix en el segon municipi més extens darrera de Þingeyjarsveit, i una població de 5.232 habitants a primer de gener de 2025.
El municipi va ser creat el 2020 mitjançant la fusió dels antics municipis de Borgarfjörður, Djúpavogur, Fljótsdalshérað i Seyðisfjörður. El 27 de juny de 2020 es va dur a terme una enquesta pel nou nom del municipi i Múlathing va ser el que va tenir més èxit. L'ajuntament va aprovar formalment el nom el 14 d'octubre de 2020.
Les principals poblacions del municipi són Egilsstaðir, Seyðisfjörður, Fellabær, Djúpivogur i Borgarfjörður eystri.